# KParts
KParts – podsystem komponentów dla KDE; pojedynczy nazywany jest KPart. KParts są analogiczne do komponentów Bonobo w GNOME oraz kontrolek ActiveX w Component Object Model Microsoftu. Konsole jest dostępny jako KPart i jest używany jako część takich programów jak Konqueror czy Kate.
Przykłady użycia KParts:
- Konqueror używa programu Okular do wyświetlania dokumentów
- Konqueror używa Dragon Player do odtwarzania multimediów
- Kontact osadza aplikacje KDE PIM
- Kate i parę innych edytorów używa komponentu edytora
- Parę aplikacji używa KPart Konsole do osadzania terminala
- KoParts — rozszerzenie KOffice umożliwiające np. osadzanie np. wykresu programu KChart (będącego komponentem) wewnątrz dokumentu tekstowego programu KWord.